# Palotai Zsolt
Palotai Zsolt, művésznevén Dj Palotai (Győr, 1961. május 28. – 2023. november 18.) magyar underground lemezlovas, az elektronikus zene, a drum and bass és a breakbeat egyik magyarországi meghonosítója, Pro Cultura Urbis díjas előadó.

## Pályafutása
1967–1979 között a győri Bartók Béla Zenei Általános Iskola tanulója, majd a győri Kazinczy Ferenc Gimnáziumban érettségizett. 1980–1985 között a budapesti Testnevelési Főiskola hallgatója. 1987–1989 között a Bárczy Gusztáv Gyógypedagógiai Főiskola hallgatója. 1989–1991 között a Tilos az Á klub művészeti vezetője. 1991-től a Tilos Rádió zenei főszerkesztője volt.
A punk, a rock, a hiphop, a jazz, az ethno műfajok laza egyvelegéből mixelt. Jövőzene című műsorával több mint 10 évig volt jelen az underground zene világában. Éppen halála napján kapott rangos díjat Budapesttől: a Pro Cultura Urbis elismerésében részesítették Budapest zenei életében végzett több évtizedes munkássága, a magyar underground kultúrára gyakorolt megkerülhetetlen hatásának elismeréseként.

## Családja
- Édesapja Palotai Károly (1935–2018) olimpiai bajnok labdarúgó, játékvezető volt.

## Emlékezete
2024. május 28-án emlékfát ültettek és emléktáblát helyeztek el a Gellért-hegyen barátai és rajongói.

## Munkássága

### Diszkográfia
- Open Mind (1996) (Mixtape)
- Tilos Promo (1999) (Mixtape)
- Tilos Rádio – Night Vibes (1999, Music Selection)
- Abrak.a.dubra (2000)
- Kiállás / Break (2000)

### Filmek
- Egyetleneim – zene (2006)
- Extázis tíztől hétig – szereplő és zene (2002)
- Partik népe – szereplő (2002)
- Tilos a Tilos (2001)
- Volt egyszer egy Tilos az Á -(szereplő)
- Techno az egyén diadala - szereplő (1997)